# Mater Dei (film, 1950)
Pour plus de détails, voir Fiche technique et Distribution.
Mater dei est un film italien réalisé par Emilio Cordero (it) en 1950.
Le film est considéré comme étant le premier long métrage tourné en couleur en Italie avec le système Ansco Color, dérivé de l'Agfacolor allemand.

## Synopsis
Le film relate la vie de la Vierge Marie.

## Fiche technique
- Réalisation : Emilio Cordero
- Scénario : Emilio Cordero
- Costumes : Casa Lola
- Photographie : Edoardo Lamberti, Domi Concini
- Montage : Fernando Tropea
- Scénographie : Massimiliano Capriccioli
- Producteur : Giovanni Rossi, Giacomo Randon
- Maison de production :	Incar, Parva Film
- Distribution en Italie : Minerva
- Pays de production :  Italie
- Format : En couleur, sonore
- Genre : Drame, historique
- Durée : 80 min
- Année de sortie en Italie : 1950

## Distribution
- Giorgio Costantini
- Myriam De Mayo
- Anna Maria Alegiani
- Bianca Doria
- Giulio Calì
- Orlando Baralla
- Viva Bertoncello
- Ida Bracci Dorati
- Rita Galgano
- Enzo Hassan
- Elfriede Jera
- Mario Lodolini
- Ileana Simova : Vierge Marie
- Michel Sorel